# 89818 Юрескравч
89818 Юрескравч (89818 Jureskvarč) — астероїд головного поясу, відкритий 2 січня 2002 року.
Тіссеранів параметр щодо Юпітера — 3,406.